# Misión de San Diego del Pitiquito
La Misión de San Diego de Pitiquito es una de las misiones jesuíticas en el desierto de Sonora, y parte de la Pimería Alta fundada originalmente en 1694, a manera de visita, por el padre jesuita Eusebio Francisco Kino, con el nombre de San Diego del Pequín, ubicada en la plaza del poblado de Pitiquito, entre Caborca y Altar, en el noroeste de Sonora, y que posteriormente fue destruida, aunque reconstruida por los franciscanos.

## Historia
La visita San Diego del Pequín fue fundada por el padre Eusebio Kino en 1694. Para 1706 su iglesia estaba en construcción, que sin embargo no pudo concluirse o fue destruida, por lo que para 1730 no consta en los registros. En 1760 se erigió otro edificio de modestas dimensiones que carecía de lugar para la residencia del sacerdote. Tras la expulsión de los jesuitas de España (1767), en 1768 la misión San Antonio de Pitiquito quedó encomendada a los franciscanos.
El templo actual data de 1770 cuando el sacerdote José Matías Moreno, inició la reconstrucción del templo. Las obras fueron continuadas por el padre Pedro Font. En 1797, ya la iglesia y la sacristía eran “dos cuartos finísimos de ladrillo argamasa y cal” según el padre Yturralde, con techo abovedado y pisos de ladrillo.
Se estima que, en 1781, se pintaron unos marcos de lo que fueron las estaciones del viacrucis. Estos marcos se encuentran sobre la capa original que luego quedaron bajo capas de yeso y cal. 
Según la tradición local el nombre de Pitic tiene su origen en el jefe indio Piti o Pitic de la ranchería donde se fundó la misión.

## Descripción

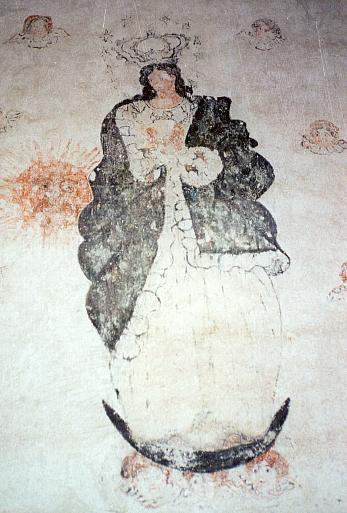
Interior del templo

La iglesia está carente de ornamentos en el exterior, pero conocida por las pinturas de imágenes antiguas, simbólicas pintadas en el siglo XVIII en las paredes del santuario. La puerta principal es de arco de medio punto enmarcada por un par de columnas y sobre ellas un friso decorado con vegetales y una cornisa, sobre la que se abre una ventana tipo coral. Kino visitaba con frecuencia el pueblo de San Diego de Pitquin.
En 1966 la decoloración de las blancas paredes, dejaron ver unos murales que se estiman son del siglo XIX, sobre la Virgen María, los evangelistas, la pasión de Cristo, la figura del diablo, la de un esqueleto y algunas letras. Unas serpientes forman los lados verticales de uno de los marcos y del lado horizontal superior es rematado con triángulos con cabezas y tocados ceremoniales. Algunos otros símbolos no han sido descifrados.
Lo valioso es que es el único lugar donde sobrevive una mano de un pintor Oódham, y el lugar sigue siendo utilizado en las ceremonias religiosas diarias.